# Veronica Hazelhoff

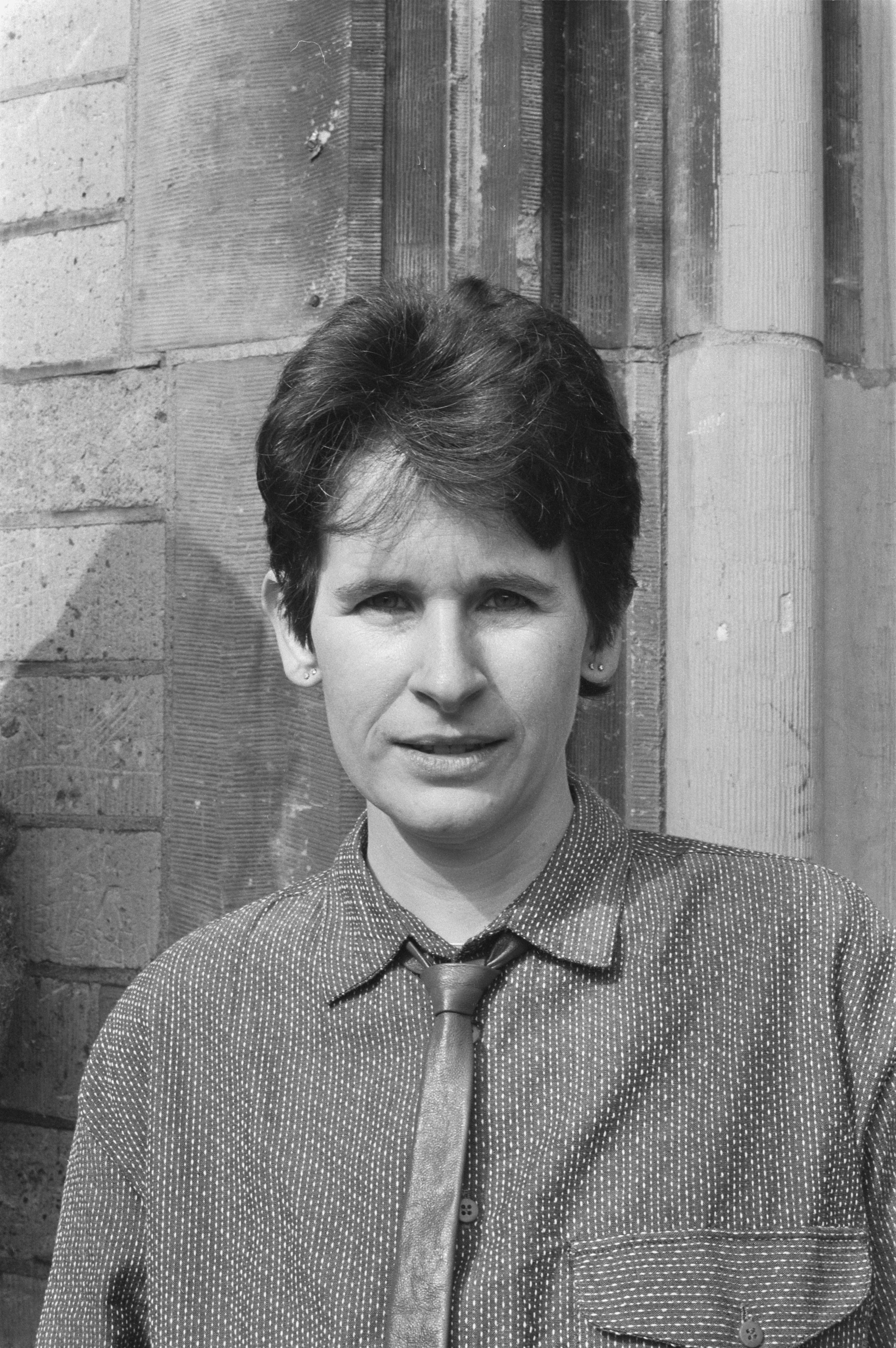
Veronica Hazelhoff (1984)

Veronica Paula Maria Hazelhoff-Franken (* 22. Februar 1947 in Groenekan, Gemeinde De Bilt, Provinz Utrecht; † 1. Juli 2009 in Utrecht) war eine niederländische Kinder- und Jugendbuchautorin.

## Leben
Hazelhoff wuchs mit Büchern auf, ihr Vater war als Verlagsvertreter für Het Spectrum tätig, und fing früh an zu schreiben. Mit 16 Jahren verließ sie die Schule und studierte an einer Kunstakademie Grafik-Design. 1980 veröffentlichte sie ihre erste Geschichte in der Zeitschrift Taptoe, ein Jahr später erschien ihr Buch Nou moe! (deutsch als Mensch, Mama!), der erste Teil der Trilogie mit „Tochter-Geschichten“ um die Heldin Maartje. Zwei der drei Teile wurden preisgekrönt. Danach konzentrierte sie sich auf das Schreiben über junge Menschen auf der Suche nach ihrer Identität. Durch ihre Produktivität und die Qualität ihrer Jugendromane, Theaterstücke und Hörspiele wurde Hazelhoff eine der bekanntesten Jugendbuchautoren in den Niederlanden. Viele ihrer Werke wurden auch ins Deutsche übersetzt. Eine rheumatische Erkrankung machte ihr das Schreiben immer schwerer. In ihrem letzten Buch Bezoek van Mister P, deren Hauptfigur ebenfalls an Rheuma leidet, schreibt sie offen über diese Krankheit. Im Alter von 62 Jahren starb sie am 1. Juli 2009 in einem Utrechter Krankenhaus.

## Werke
- 1981 – Nou moe!, deutsch: Mensch, Mama! – ausgezeichnet mit dem Zilveren Griffel und dem Goldenen Eselsohr
- 1982 – Hierzo!, deutsch: So ein Luder!
- 1983 – Auww!, deutsch: Au verdammt! – ausgezeichnet mit dem Gouden Griffel
- 1983 – Oma, waar blijft de taart, deutsch: Oma, Punk & Warenhaus
- 1985 – Kinderkamp Utopia
- 1986 – Fenna, deutsch: Fenna oder die Angst vor der Wahrheit
- 1987 – Ster!, deutsch: Nachtschatten
- 1988 – Heibe
- 1989 – In Sara's huis, deutsch: Als wäre nichts passiert. Der Sommer bei Sara bzw. Bei Sara
- 1990 – Boze ogen
- 1990 – Mooie dagen
- 1991 – Naar Nebraska, deutsch: Die Sache mit Lylo
- 1992 – Een klein kreng
- 1992 – De bijenkoningin
- 1993 – Elmo, deutsch: Das Schwalbentattoo
- 1994 – Veren, deutsch: Krähensommer  – ausgezeichnet mit dem Zilveren Griffel und dem Nienke-van-Hichtum-Preis
- 1995 – De sneeuwstorm
- 1996 – De duivenjongen
- 1997 – Niks gehoord, niks gezien, deutsch: Winterkind
- 1999 – Verloren paradijs
- 2001 – Kat en Jong
- 2006 – Bezoek van Mister P, deutsch: Besuch von Herrn S – ausgezeichnet mit dem Zilveren Griffel